# Raad Hammoudi
Raad Hammoudi   (Bagdad, 20 d'abril de 1953) és un exfutbolista iraquià de les dècades de 1970 i 1980.
Fou internacional amb la selecció de futbol de l'Iraq amb la qual participà a la Copa del Món de futbol de 1986. Pel que fa a clubs, durant tota la seva carrera fou jugador de Al-Shorta FC Bagdad.